# Guahaihoque
Guahaihoque ist eine kolumbianische Folk-Metal-Band.

## Bandgeschichte
Guahaihoque wurde 1996 in Cali, Kolumbien gegründet. Im Jahr 1997 nahm die Gruppe ihr erstes Demotape Shades of a Golden Past auf und erlangte in ihrem Land wie auch außerhalb von Kolumbien Aufmerksamkeit. 1998 trennte sich die Band aus persönlichen Gründen für einige Zeit, wurde aber noch 2004 wieder aktiv. 2005 entstand ein Promotrack und 2007 veröffentlichte die Band ihr Debütalbum Return of the Ancient Gods.

## Stil
Als Thematik wird die Kultur und der Urglaube der Inka thematisiert. Die Bandmitglieder, die selbst aus Mestizen und deren Nachfahren  bestehen, wollen mit der Kombination aus Black-/Death-Metal-Einflüssen und der eigenen Volksmusik das Inkareich der Folk-/Pagan-Metal-Szene nahebringen.

## Diskografie
- 1997: Shades of a Golden Past (Demo)
- 2005: Along a Path (Single, Akustische Version)
- 2007: Return of the Ancient Gods (Album)